# La Fresnaie-Fayel
La Fresnaie-Fayel är en kommun i departementet Orne i regionen Normandie i nordvästra Frankrike. Kommunen ligger i kantonen Gacé som tillhör arrondissementet Argentan. År 2022 hade La Fresnaie-Fayel 51 invånare.

## Befolkningsutveckling
Antalet invånare i kommunen La Fresnaie-Fayel
| Referens: INSEE |